# 白俄羅斯蘇維埃社會主義共和國國旗
白俄羅斯蘇維埃社會主義共和國國旗（俄语：Флаг Белорусской ССР）是苏联加盟共和国白俄罗斯苏维埃社会主义共和国的國旗。最後一版的國旗啟用於1951年12月25日。旗上三分之二面積為紅色，下三分之一為綠色，绿色象征森林与农田。左上角有鐮刀和錘子圖案。左方九分之一為刺繡圖案，刺绣象征白俄罗斯人民的团结与白俄罗斯传统文化的延续。
第一版國旗啟用於1919年，為一面純紅旗。同年改用左上角書有金色ССРБ字體的旗幟。1937年的版本把字樣寫在鐮刀和錘子之下。1940年代以後大致恢復了第二個版本，但周圍加了金色的邊框。蘇聯解體後，白俄羅斯人民共和國的白紅白旗取代了本旗。1995年該旗經過修改後成為當今白俄羅斯的國旗。 

1919年
1919年－1927年
1927年
1927年－1937年
1937年－1940年代
1940年代－1951年
1951年－1991年
1991年